# Кошелев, Владимир Николаевич (Герой Советского Союза)
Влади́мир Никола́евич Ко́шелев (1923—1980) — Гвардии полковник Советской Армии (1975), участник Великой Отечественной войны, Герой Советского Союза (1945).

## Биография
Владимир Кошелев родился 18 февраля 1923 года в Самаре. Окончил десять классов школы. В августе 1941 года Кошелев был призван на службу в Рабоче-крестьянскую Красную Армию. Окончил Чкаловскую военную авиационную школу пилотов. С июня 1944 года — на фронтах Великой Отечественной войны.
К апрелю 1945 года гвардии лейтенант Владимир Кошелев командовал звеном 136-го гвардейского штурмового авиаполка (1-й гвардейской штурмовой авиадивизии, 1-й воздушной армии, 3-го Белорусского фронта). К тому времени он совершил 121 боевой вылет на штурмовку скоплений боевой техники и живой силы противника, его важных объектов, нанеся ему большие потери.
Указом Президиума Верховного Совета СССР от 29 июня 1945 года лейтенант Владимир Кошелев был удостоен высокого звания Героя Советского Союза с вручением ордена Ленина и медали «Золотая Звезда».
После окончания войны Кошелев продолжил службу в Советской Армии. В 1966 году в звании подполковника он был уволен в запас. Проживал в Москве, работал в конструкторском бюро. Скончался 28 февраля 1980 года.

## Награды
Был также награждён двумя орденами Красного Знамени, орденами Отечественной войны 2-й степени, Красной Звезды, Славы 3-й степени, рядом медалей.